# Shemp Howard
Samuel Horwitz, mais conhecido como Shemp Howard (Nova Iorque, 11  de março de 1895 — Hollywood, 22 de novembro de 1955) foi um ator e comediante americano. Shemp é mais conhecido por ser um dos integrantes da série Os Três Patetas, papel que atuou primeiramente quando o grupo foi criado no início dos anos 1920, enquanto ainda estavam associados com Ted Healy e depois, novamente, de 1947 até sua morte em 1955. Além dos Três Patetas, Shemp também teve uma carreira solo bem sucedida como ator e comediante. Moe Howard e Curly Howard eram seus irmãos mais novos.

## Infância e adolescência
O nome verdadeiro de Shemp era Samuel Horwitz. Ele nasceu em Bensonhurst, um bairro ao sul do Brooklyn, Nova Iorque, em 11 de março de 1895. Adquiriu o apelido "Shemp" quando sua mãe, com seu sotaque europeu arrastado, o chamaria de "Sam", que soava como "Shemp". Ele era o terceiro filho nascido dos cinco irmãos Horwitz, cujos pais eram judeus lituanos: Solomon Horwitz (1872-1943) e Jennie Horwitz (1870-1939).
Moe havia dito em sua autobiografia, que na infância, Shemp era um menino muito travesso e seu passatempo favorito era espalhar roupas por toda a casa. Na adolescência, mudou drasticamente, tornando-se uma pessoa mais séria. Os amigos da família já previam o seu futuro como artista, embora Shemp, não levasse a ideia muito a sério, inicialmente. Depois de abandonar o ensino médio e não ser um encanador, para não mencionar uma dispensa do exército que o salvou das trincheiras da Primeira Guerra Mundial, Shemp não estaria fazendo mais nada posteriormente. Era muito difícil de vê-lo separado de Moe, seja trabalhando em pequenas tarefas ou se divertindo juntos, até que perceberam que a única coisa importante para eles era o teatro.

## Início da carreira
Moe já havia começado a atuar no show business ainda jovem, no palco e nos filmes. Eventualmente, Shemp trabalhou com seu irmão Moe em vários shows amadores de Vaudeville desde 1916. Durante seus primeiros anos, Shemp não tinha ambições de estar no show business. Ele era o oposto de seu irmão mais novo Moe, que não queria nada mais a não ser se tornar um grande ator. Assim, Moe foi seguindo com sua carreira estrelando novos espetáculos e recrutando Shemp como seu parceiro. Moe amava o palco, mas Shemp estava lá apenas para passeio, em uma tentativa de não deixar seu irmão mais novo desanimado. Como resultado, Shemp e Moe estavam trabalhando no circuito de Vaudeville como parte de um número de blackface, mas em 1921 o número terminou quando Moe se juntou ao comediante Ted Healy como substituto para uma de suas apresentações. Aos poucos Healy e Moe se tornaram populares no Vaudeville e assim começava as origens dos Três Patetas.
Em 1922, Shemp estava assistindo a uma das apresentações de Healy, quando Moe viu seu irmão mais velho sentado na platéia e começou a gritar insultos para ele no palco. Shemp, em total sincronia com o senso de humor de seu irmão, saiu da platéia e saltou no palco e ele, Moe e Ted improvisaram o resto do número juntos. O resultado foi um grande sucesso e, após o desempenho, Healy pediu a Shemp para se juntar a eles. No início Shemp estava hesitante em juntar-se a Healy e Moe, especialmente em consequência dos protestos de sua mãe. Jennie Horwitz estava contra qualquer um de seus filhos entrar no show business e já tendo perdido Moe para o Vaudeville e com o irmão mais novo Curly seguindo seus passos, ela não queria perder Shemp também. Ela tinha sonhos muito maiores para seus filhos e não desejava que eles fossem atores. No entanto, Healy conseguiu convencê-la, após lhe dar uma centena de dólares. Assim, Shemp tornou-se o segundo Pateta e eles foram batizados de "Ted Healy and his Stooges."
Três anos depois, em 1925, chegava o violinista Larry Fine, que se juntava ao grupo e se tornava o terceiro Pateta. No show, Healy cantava e contava piadas enquanto seus Três Patetas apareciam fazendo palhaçadas. Em 1930, Ted Healy e Seus Patetas filmaram "Soup to Nuts", o primeiro filme do grupo. Shemp interpretou um bombeiro nesse primeiro filme, que também foi o único em que ele participou com Healy.
No entanto, a convivência com Healy nem sempre foi fácil. Depois de um desentendimento com Ted em agosto de 1930, Moe, Larry e Shemp partiram para lançar o seu próprio número, "Howard, Fine & Howard", no teatro Vaudeville. Moe, Larry e Shemp continuaram atuando assim até julho de 1932, quando Healy fez um novo acordo com eles. Apesar de qualquer diferença que existisse entre eles, Moe sabia que uma parceria com o nacionalmente conhecido Ted Healy forneceria ao trio de comediantes grandes oportunidades que eles ainda não estavam conseguindo por conta própria. No entanto, Shemp decidiu abandonar o grupo, pois já não suportava mais atuar com Healy, devido ao seu alcoolismo e suas agressões verbais e físicas.
Healy sempre quis ser a maior atração do seu número e os Patetas estavam sempre em desacordo com sua gestão de finanças e contratos. Cansado de Healy, Shemp começou em 1932 uma brilhante carreira solo. Quando se separou do grupo, Shemp foi imediatamente substituído por seu irmão mais novo, Curly Howard, por sugestão de Moe. Alguns anos depois, Curly tornou-se a estrela do trio. No entanto, Shemp saiu em um momento em que as portas das oportunidades estavam se abrindo para ele. Posteriormente, Moe, Larry e Curly se separaram definitivamente de Healy em 1934 e se tornaram The Three Stooges (Os Três Patetas no Brasil e Os Três Estarolas em Portugal).

## Carreira Solo
Como muitos artistas de Nova York, Shemp Howard encontrou trabalho no estúdio Vitaphone no Brooklyn. Na época de sua ruptura com os Patetas, Shemp associou-se à Roscoe Arbuckle que se mudara de Hollywood para Nova York e estava tentando fazer um retorno à sua carreira, após ser provado inocente de sua muito divulgada violação escandalosa e acusação de assassinato. Arbuckle e Shemp, juntamente com o ator Lionel Standard, se inscreveram para estrelarem seis curtas de comédia juntos para os estúdios da Vitaphone. Em conseqüência de sua afiliação com Arbuckle, Shemp transformou-se em um ator importante nos estúdios de Vitaphone e entre 1933 e 1937 apareceu em mais de trinta curtas-metragens para a companhia.
Aos poucos, quando foi ganhando papéis de destaque, Shemp conheceu comediantes como Jack Haley, Ben Blue e Gus Shy, além de co-estrelar com Harry Gribbon, Daphne Pollard e Johnnie Berkes, até que finalmente, estrelou em suas próprias comédias. Art Trouble (1934) foi uma comédia curta protagonizada por Shemp com Harry Gribbon, um dos vários parceiros de comédia com quem ele trabalhou.
No final de 1935, a Vitaphone resolveu produzir comédias curtas baseadas em Joe Palooka, uma revista em quadrinhos. Shemp atuou como "Knobby Walsh", e embora fosse apenas um personagem de apoio, se tornou o foco cômico da série, com Johnny Berkes e Lee Weber. Longe da Vitaphone, Shemp tentou, sem sucesso, liderar seu próprio grupo de "Patetas" na comédia musical de Van Beuren, The Knife of the Party (1934). Mas, a carreira solo de Shemp acabou sendo bem-sucedida. Ele seguiu o conselho de seus irmãos e mudou-se para a Costa Oeste dos Estados Unidos em 1937, onde desempenhou papéis de ator coadjuvante em vários estúdios, sendo predominante na Columbia Pictures e na Universal Studios. Entre 1940 e 1944, Shemp apareceu em mais de quarenta filmes.
Shemp trabalhou exclusivamente na Universal de agosto de 1940 a agosto de 1943. Atuou com o comediante W.C. Fields, no filme The Bank Dick (1940), onde interpretou o barman. Ele também atuou com as duplas comediantes Abbott & Costello e Olsen & Johnson. Com Bud Abbott e Lou Costello, Shemp atuou nos filmes Buck Privates (1941), In the Navy (1941), Hold That Ghost (1941) e African Screams (1949). Seria relatado que Abbot e Costello constantemente forneciam um papel menor para Shemp, com medo de que ele pudesse, eventualmente, conseguir mais sucesso do que eles nos filmes.
Shemp também serviu de alívio cômico em Charlie Chan e The Thin Man, e esteve em vários musicais cômicos de classe B da Universal no início dos anos 40, entre eles Strictly in the Groove (1942), How's About It? (1943), Moonlight and Cactus (1944) e San Antonio Rose (1941) - neste último, ele atuou com Lon Chaney, Jr., como os falsos Abbott & Costello. Ele também atuou com os comediantes Billy Gilbert e Maxie Rosenbloom para três comédias de classe B apresentadas no período de 1944-1945.
Shemp raramente seguia os roteiros e animava os filmes em que atuava com improvisos. Isso se tornou uma marca registrada de suas performances. A maioria dos filmes aproveitou suas habilidades de improvisação. Shemp ainda atuou em alguns papéis sérios, como em Pittsburgh (1942), estrelado por Marlene Dietrich e John Wayne. Seus papéis dramáticos eram escassos, com exceção de sua participação no drama Convention Girl (1935) onde interpretou um valentão chantagista. Shemp também apareceu em alguns filmes de terror da Universal como The Invisible Woman (1940) e The Strange Case of Doctor Rx (1942).

## Os Três Patetas: 1947-1955
Com seus irmãos Moe Howard e Curly Howard e seu amigo Larry Fine alcançando um grande sucesso como os Três Patetas desde 1934 (embora nunca fossem cientes disso, graças ao chefe, Harry Cohn), a Columbia Pictures, estúdio que produzia os curtas do grupo, chegou batendo na porta de Shemp e ofereceu-lhe sua própria série de curtas.
Desde 1938, Shemp aparecia com frequência co-estrelando as comédias da Columbia, atuando com Andy Clyde, The Glove Slingers, El Brendel e Tom Kennedy. Quando finalmente ganhou sua própria série em 1944 e se encontrava trabalhando nela, parecia que Shemp finalmente tinha alcançado o ponto mais alto de sua carreira, quando seu irmão Curly sofreu um derrame cerebral em 1946. Embora não o matasse, Curly não era mais capaz de trabalhar. Ele já havia sofrido uma série deles desde a filmagem de If a Body Meets a Body (1945).
Com a saída daquele que era considerado o membro mais popular da equipe, a carreira de longa data do trio estava em perigo. Moe e Larry deveriam encontrar um substituto ou então estariam com suas carreiras acabadas. Com isso, Moe pediu ajuda à Shemp para que substituísse Curly, já que ele havia atuado com eles quando o grupo foi criado. Com sua carreira solo finalmente decolando, Shemp estava relutante em se juntar aos Patetas, mas ele também sabia que se não aceitasse, Moe e Larry estariam sem trabalho. Pelo amor com seus irmãos, Shemp desistiu de sua carreira solo e tornou-se um Pateta mais uma vez, porém apenas temporariamente, até que Curly pudesse se recuperar. A Columbia, inicialmente, não aprovou a mudança porque Shemp não possuía a mesma vitalidade de Curly e era parecido com Moe, podendo assim, criar confusão entre os cinéfilos. Mas com a insistência de Moe, o estúdio finalmente concordou em assumir Shemp como o terceiro Pateta.
Curly ainda conseguiu fazer uma pequena ponta no curta Hold That Lion! (1947), (onde atuaram juntos pela única vez, os três irmãos Howard: Moe, Curly e Shemp). No entanto, a condição de Curly piorou, levando-o a seu falecimento em 1952 e com isso, o rejuntamento de Shemp com os Patetas acabou tornando-se permanente. A decisão de Shemp significou um passo atrás em seu caminho para o sucesso solo, mas obviamente, também foi um passo à frente para garantir a sua base na história da cultura cinematográfica.
O sucesso de público e financeiro de Shemp também aumentou significativamente nos próximos anos devido a esta mudança de carreira, mesmo com Cohn reduzindo seu salário em 50%, por alegar falsamente que as comédias do seriado não faziam sucesso. Antes de substituir Curly na série de filmes, também foi relatado que Shemp substituiu seu irmão em algumas aparições pessoais no início da década de 1940, mas isso realmente só ocorreu uma vez em janeiro de 1945, para uma aparição de uma semana no Teatro St. Charles em Nova Orleans.
Shemp participou com Moe e Larry de 77 curta-metragens e também, de um filme de longa-metragem sobre a corrida do ouro, chamado Gold Raiders (1951). Os Três Patetas também participaram do piloto para uma série de televisão chamado Jerks of All Trades (1949), mas ela acabou sendo cancelada.
O papel de Shemp como o terceiro Pateta era muito diferente do de Curly. Ele era estúpido, atrapalhado mas não tão ágil e infantil como Curly. Sua comédia era mais textual do que física, embora estivesse sempre metido em uma encrenca violenta com os outros dois. Também era um grande improvisador e aproveitava isso em cenas. Usava um penteado dividido ao meio, que sempre deixava cair em seu rosto. Algumas poucas vezes, conseguia devolver alguns socos em resposta ao líder abusivo Moe. Shemp, também era mal-humorado às vezes, em oposição à personalidade enérgica do homem-criança de Curly. E ao contrário de Curly, que tinha muitos maneirismos distintos, a característica mais notável de Shemp como um Pateta era um agudo "bee-bee-bee-bee-bee-bee!", som que ele fazia com a boca como uma espécie de grito suave feito por inalação. Isso era bastante usado por Shemp, uma vez que ele emitia este som quando estava assustado, dormindo (feito como uma forma de ronco), feliz ou atordoado. Tornou-se tanto um som de marca registrada de Shemp como o som de "nyuk nyuk" tinha-se tornado para Curly. Shemp também tinha inventado um jeito engraçado de lutar boxe, cada vez que era desafiado por um de seus inimigos e obviamente, sempre perdia.
O retorno de Shemp melhorou a qualidade dos filmes, já que os últimos com Curly foram prejudicados por suas performances lentas. Episódios como Out West (1947), Squareheads of the Round Table (1948), e Punchy Cowpunchers (1950) provaram que ainda havia vida para a comédia após a saída de Curly e que Shemp poderia facilmente substituí-lo. Isso se deve em grande parte à presença do novo diretor Edward Bernds, que se juntou à equipe em 1945, quando Curly estava começando a enfraquecer. Bernds sentiu que as rotinas e tramas que funcionavam bem com Curly não se encaixam na persona de Shemp, e permitiu que o comediante pudesse desenvolver sua própria caracterização como Pateta. Jules White, entretanto, persistiu em empregar o estilo de comédia que reinava durante a "Era Curly". White iria forçar Shemp ou Moe a executarem atuações semelhantes às originadas por Curly, resultando no que parecia ser uma imitação sem brilho.
Ao contrário da "Era Curly", os filmes da "Era Shemp" contrastaram acentuadamente, devido aos estilos individuais de direção de Bernds e White. De 1947 a 1952, Bernds atingiu uma série de sucessos, incluindo Brideless Groom (1947) e Who Done It? (1949).
Uma curiosidade: na gravação de Brideless Groom, Shemp teve o nariz quebrado por Christine McIntyre, na cena em que ele atravessa a porta após ser agredido pela personagem da atriz (o soco dado por Christine acertou Shemp de verdade).
Após a saída de Bernds da Columbia, em 1952, White assumiu o controle total da direção e assim, coletou filmes antigos e os combinou com os novos, definindo-os num enredo ligeiramente diferente, muitas vezes com os mesmos atores nos mesmos trajes. White foi inicialmente muito sutil ao reciclar imagens antigas: ele reutilizaria apenas uma única seqüência de filmes antigos, reeditando tão habilmente, que não era fácil de detectar. Porém, White passou a confiar tanto no material mais antigo, que ele percebeu que poderia filmar os "novos" episódios em um único dia, com 75% do tempo consistindo em metragem velha. Shemp em particular, não gostava de trabalhar com White, depois de 1952.
Além disso, Curly estava tristemente ausente da equipe e seus fãs começaram a notar. Embora eles ainda estivessem indo ver os curtas dos Três Patetas, acabaram perdendo o seu personagem favorito e o desprezo foi expresso em relação à Shemp, por ser aquele que o substituiu. Muitos dos fãs de Curly simplesmente nunca aceitaram Shemp (mesmo com esse substituindo Curly de forma convincente e brilhante).
Shemp sofreu um leve derrame em novembro de 1952, embora tenha se recuperado dele dentro de semanas e sem efeito perceptível em seus filmes restantes com os Patetas, que eram até então, muitas vezes remakes de filmes anteriores que usavam material reciclado para reduzir custos. Alguns fãs, no entanto, notaram-no fraco, pálido e ainda, desorientado.
Depois da morte de Curly, Shemp (agora tão ligado aos Patetas) percebeu que seu sucesso solo seria provavelmente impossível e se acomodou confortavelmente com sua nova vida como Pateta, atuando com Moe e Larry por nove anos.
Mais do que um substituto digno para Curly, Shemp era um ídolo por si só, não sendo raro encontrar fãs que preferem os filmes em que este aparece como o terceiro pateta.

## Morte
Em 22 de novembro de 1955, Shemp tinha saído com seus amigos Al Winston e Bobby Silverman para assistirem uma luta de boxe (um dos passatempos favoritos de Shemp), no antigo  Hollywood Legion Stadium. Ao voltar para casa em um táxi naquela noite, Shemp faleceu após sofrer um ataque cardíaco fulminante. Shemp tinha se inclinado no banco de trás do táxi e em seguida acendeu um charuto, após contar uma piada. De repente, caiu sobre o colo do amigo Al Winston, queimando-o acidentalmente. Al pensava que Shemp estivesse brincando, já que ele estaria rindo momentos antes, mas logo percebeu que realmente tinha sofrido um ataque. Em sua chegada ao hospital, ele foi declarado morto. Sua morte súbita veio como um choque para sua família e seus amigos e Moe e Larry estavam, mais uma vez, sem um terceiro Pateta. Shemp tinha 60 anos de idade.
Na autobiografia de Moe, mostra-se que a data de morte de Shemp era de 23 de novembro de 1955. Mas, grande parte desse livro foi terminado postumamente por sua filha e genro, e alguns detalhes específicos foram confundidos no resultado final. A certidão de óbito do juiz do condado de Los Angeles afirma que Shemp Howard morreu numa terça-feira, em 22 de novembro de 1955, às 11:00h da noite. Isso foi confirmado no obituário de Shemp que havia surgido em 23 de novembro nas edições da tarde dos jornais de Los Angeles, afirmando que a noite de 22 de novembro foi realmente a data de sua morte.
Shemp foi sepultado numa cripta no interior do Mausoléu no Home of Peace Memorial Park, East Los Angeles, Condado de Los Angeles, Califórnia nos Estados Unidos. Seu irmão mais novo, Curly Howard, também foi enterrado lá em um túmulo ao ar livre na seção do Instituto Judaico Ocidental, bem como seus pais Solomon & Jennie Horwitz, e o irmão mais velho Benjamin "Jacob / Jack".

## O "Shemp Falso"
A morte repentina de Shemp causou uma grande confusão com os produtores da Columbia Pictures num momento em que os contratos com os artistas eram abusivos e exigiam situações impossíveis ou incomuns. Os Três Patetas já haviam sofrido antes em muitas ocasiões, principalmente quando tinham que atuar com um Curly notoriamente doente e incapaz de realizar uma atuação digna.
A Columbia havia prometido aos expectadores oito comédias dos Três Patetas para 1956, mas apenas quatro haviam sido concluídas até a morte inesperada de Shemp. No que dizia respeito a Columbia, a morte não era uma desculpa. Para cumprir o contrato, o produtor Jules White produziu mais quatro curtas, reutilizando imagens antigas de Shemp e filmando novas cenas com o ator dublê Joe Palma (antigo ator coadjuvante dos Patetas), que é visto principalmente pelas costas.
Assim, nos últimos quatro filmes da série com os Três Patetas em que apareceu o nome de Shemp no elenco (Rumpus in the Harem, Hot Stuff, Scheming Schemers e Commotion on the Ocean), a Columbia utilizou Joe Palma para dublar o comediante. Todos esses filmes foram remakes de trabalhos anteriores de Shemp, com Palma aparecendo para ligar as cenas novas com as velhas, sempre que preciso.
Palma veio a ser conhecido pelos fãs dos Patetas como o "Shemp Falso". Os filmes reeditados variam de inteligentes para descaradamente irregulares, e muitas vezes são descartados como de segunda categoria. Rumpus in the Harem pega emprestado cenas de Malice in the Palace; Hot Stuff pega de Fuelin' Around; e Commotion on the Ocean (todos reeditados e relançados em 1956) pega de Dunked in the Deep (todos originais de 1949). Destes, o mais bem recebido (e melhor tecnicamente produzido) seria Scheming Schemers (1956), que combinava novas filmagens com cenas recicladas de três velhos curtas dos Stooges: A Plumbing We Will Go (1940), Half-Wits Holiday (1947) e Vagabond Loafers (1949).
O uso de Joe Palma como o "Shemp Falso" foi chamado de "Shemping" pelo cineasta Sam Raimi, fã do grupo que durante a produção de The Evil Dead, comparou o uso de dublês e outros figurantes quando o ator que estão representando não está mais em cena (como Raimi e outros cinco, incluindo seu irmão Ted Raimi e o protagonista do filme, Bruce Campbell, tiveram de fazer quando o resto do elenco estava indisponível) à substituição de Shemp. O termo é até hoje usado no meio do cinema.

## O substituto oficial
Com a morte de Shemp, surgiram muitas dúvidas sobre a continuidade dos Patetas ficar no ar. Cohn e o diretor Jules White desejavam que a substituição de Shemp por Palma durasse indefinidamente, o que foi recusado por Larry e um abalado Moe, acreditando que com isso, os dias e a própria reputação dos Patetas estariam arrasadas. Em contrapartida, Moe sugeriu não colocar um substituto para Shemp, transformando os Três Patetas em Dois Patetas com ele e Larry, mas fora recusado, foi então que a Columbia decidiu contratar um novo comediante.
Quando Moe e Larry retornaram para uma nova temporada de curtas, a Columbia contratou o comediante Joe Besser para substituir Shemp. De acordo com a autobiografia de Joe, Once a Stooge, Always a Stooge, ele contou ter dado as condolências para Moe pela morte de Shemp. Joe e Shemp tinham sido bons amigos e ambos atuaram juntos no filme Africa Screams (1949) da dupla comediante Abbott & Costello.
Quando Joe se juntou aos Patetas, Shemp finalmente pôde descansar em paz. Posteriormente, Besser também foi substituído por Joe DeRita (Curly Joe), em 1959, que se tornou o sexto e último Pateta.

## Legado
Para muitos espectadores, Curly Howard foi o melhor Pateta, por ser o mais infantil e natural que atuou com Moe Howard e Larry Fine. No entanto, Shemp Howard sempre foi um grande favorito do público e a prova disso, era a avaliação da série, quando ele ainda fazia suas aparições no palco, tanto antes como depois do aparecimento de seu irmão Curly. Entre 1950 e 1955 (exceto 1952), os Três Patetas receberam o Laurel Awards, como prêmio para os curtas de maior bilheteria.
Ao longo dos anos, Shemp sempre ganhou críticas tanto positivas quanto negativas. Ele recebeu a injusta e valente missão de substituir aquele que seria o membro mais popular da equipe e por consequência disso, seria injustamente comparado com Curly. Muitas vezes, seria desprezado ou até mesmo esquecido por aqueles idolatram Curly. Outros consideram que ele foi um ótimo substituto, principalmente em seus primeiros anos, superando seu irmão nos seus últimos, devido sua saúde debilitada, contudo, ficava sempre devendo alguma coisa. E outros sempre o admiraram e além de o considerarem um excelente comediante (muito mais do que um simples substituto), na opinião de muitos, Shemp foi "o melhor Pateta".
Havia criado-se o "Curly vs Shemp", debate que ofuscou o grupo depois da saída de Curly. Os Patetas perderam um pouco de seu sucesso para as crianças depois que Curly se aposentou, mas alguns filmes excelentes foram estrelados por Shemp, um talentoso comediante, grande improvisador e gênio da comédia. Muitas vezes, Shemp se apresentou melhor, quando foi autorizado a improvisar-se por conta própria.
Apesar da falta de conhecimento do público; muito antes de Curly até mesmo atuar em um palco, Shemp já estaria fazendo sucesso no teatro com seu irmão Moe como um dos Patetas originais de Ted Healy. Shemp era um Pateta até mesmo antes de Larry. No entanto, o que também muitas vezes passa despercebido, era que Shemp tinha ambições muito maiores. Ele queria mais e ao contrário dos outros membros dos Três Patetas, saiu em busca de uma carreira própria. Devido à devoção familiar, voltou a se reunir com os Patetas e sacrificou uma futura carreira de filmes em potencial, para tornar-se nada mais do que o "impopular" (na opinião de alguns) quarto Pateta. Porém, enquanto os Três Patetas serão sempre lembrados como lendas da cultura pop, Shemp foi um pouco mais, embora sua carreira além dos Três Patetas seja quase completamente ignorada.
Embora Shemp não possa ser lembrado como o mais popular dos Três Patetas, não há como negar que foi um grande artista. Enquanto Curly, Larry e Moe tiveram uma carreira bem-sucedida com os Três Patetas, garantindo assim, seu lugar na história da cultura cinematográfica, Shemp, desde 1930 até sua morte em 1955, fez 166 filmes. Apenas 74 desses filmes foram com os Patetas (1 longa com Ted Healy, 73 curtas, após a doença de Curly). Isso significa que, por si só, Shemp fez mais de 92 filmes. Enquanto os Patetas precisavam uns dos outros, Shemp conseguia fazer sucesso sozinho. Então, se ele era impopular ou não, não há como negar que Shemp foi muito mais do que apenas um Pateta.
A Columbia encerrou a produção dos curtas dos Três Patetas em dezembro de 1957, mas manteve a série na televisão desde 1959, exibindo os curtas em que o Pateta Shemp aparece, de modo que ele permaneceu uma estrela popular por muitas décadas, mesmo depois de sua morte.
Em 30 de agosto de 1983, os Três Patetas ganharam uma estrela na Calçada da Fama de Hollywood. Nessa ocasião, Joe Besser recordou sua amizade com os Patetas em um discurso emocionante se referindo "aos quatro meninos" (Moe, Larry, Curly e Shemp).
Em um filme de TV biográfico, The Three Stooges (2000), produzido por Mel Gibson, Shemp foi representado por Johnny Kassir, que vestiu uma peruca flexível, de cabelos pretos para retratar o famoso comediante.

## Vida pessoal
Em setembro de 1925, Shemp (aos 30 anos) casou-se com Gertrude Frank (28), uma colega novayorquina. Tiveram um filho chamado Morton (1926-1972). 
Uma curiosidade é que Gertrude tinha o mesmo apelido do irmão mais novo de Shemp (Jerome): "Babe". Por essa razão, os irmãos de Jerome mudaram o seu apelido para Curly (nome este que o tornou famoso), para evitar confusões.
Shemp sempre usou sua aparência pouco atraente para o efeito cômico, muitas vezes agindo grotescamente ou permitindo que seu cabelo caísse em desordem. Ele até usou isso como um truque de publicidade, conseguindo o título de "O Homem Mais Feio de Hollywood" ("Eu sou horrível", dizia ele aos repórteres).
Notoriamente fóbico, seus medos incluíam aviões, automóveis, cães e água. Suas fobias frequentemente afetavam sua carreira. Em filmes que incluíam animais, como um leão em African Screams (1949), os diretores não poderiam sequer deixar Shemp no set de filmagens. No entanto, como resultado de sua popularidade de ator com diretores e produtores, eles sempre encontravam uma maneira de acomodar Shemp e suas muitas fobias. De acordo com a autobiografia de Moe, Shemp se envolveu em um acidente de carros quando era adolescente e com isso, nunca obteve uma carteira de motorista.
Apesar de seus tantos medos, Shemp sempre foi um homem calmo e tranquilo, não importando a situação. Ele também adorava assistir esportes, principalmente os mais agressivos, talvez para relaxar de seus medos e tensões. Além disso, preenchia seu tempo livre indo pescar, assistindo lutas de boxe e ouvindo a música de Cole Porter. Richard Arlen, Andy Devine e Horace MacMahon eram seus atores favoritos e Patsy Kelly era sua atriz favorita. Sua comédia preferida de Os Três Patetas era Fright Night (1947) (seu primeiro curta com eles e, coincidentemente, que tinha a ver com o boxe).

## Filmografia

### Longas-metragens, curtas-metragens e televisão
- Spring Fever (1919)
- In the Bug (1932) - Bug
- Salt Water Daffy (1933) - Wilbur, o Cleptomaníaco
- Close Relations (1933) - Primo Mole
- Paul Revere Jr. (1933) - Atendente
- Gobs of Fun (1933) - Patrão do Clube
- Here Comes Flossie (1933) - Ezry
- How'd Ya Like That? (1934) - Marinheiro
- Henry the Ache (1934) - Artie, um dos lacaios de King Henry
- The Wrong, Wrong Trail (1934) - Paciente
- Mushrooms (1934) - Thorndike
- The Knife of the Party (1934) - Shemp Howard (como Shemp Howard and His Stooges)
- Pugs and Kisses (1934) - Dopey Traynor
- Very Close Veins (1934) - Garimpeiro
- Pure Feud (1934) - Clem McCarthy
- Corn on the Cop (1934) - Reginald
- Rambling 'Round Radio Row #9 (1934) - Representante de compositores
- I Scream (1934) - Capanga de Moran
- Art Trouble (1934) - Estudante de Arte
- My Mummy's Arms (1934) - Kenneth
- Daredevil O'Dare (1934) - Butch
- Smoked Hams (1934) - Henry Howard
- So You Won't T-T-T-Talk (1934) - Henry
- Dizzy & Daffy (1934) - Lefty Howard
- A Peach of a Pair (1934) - Shemp Butler
- His First Flame (1935) - Smokey Moe
- Why Pay Rent? (1935) - Henry
- Convention Girl (1935) - Dan Higgins
- Serves You Right (1935) - Johnny Spivens
- On the Wagon (1935) - Henry
- The Officer's Mess (1935) - Gus Doakes
- While the Cat's Away (1936) - Henry
- For the Love of Pete (1936) - Knobby Walsh
- Absorbing Junior (1936) - Henry, o marido
- Here's Howe (1936) - Knobby Walsh
- Punch and Beauty (1936) - Knobby Walsh
- The Choke's on You (1936) - Knobby Walsh
- The Blonde Bomber (1936) - Knobby Walsh
- Kick Me Again (1937) - Knobby Walsh
- Taking the Count (1937) - Knobby Walsh
- Hollywood Round-Up (1937) - Oscar Bush
- Headin' East (1937) - Windy Wylie
- Not Guilty Enough (1938) - Cunhado de Andy Clyde
- Home on the Rage (1938) - Cunhado de Andy Clyde
- Behind Prison Gates (1938) - Presidiário
- Another Thin Man ([1939) - Wacky
- The Glove Slingers (1939) - Pat Patrick
- Murder Over New York (1940) - Shorty McCoy
- Money Squawks (1940) - Shemp
- The Lone Wolf Meets a Lady (1940) - Joe
- Boobs in the Woods (1940) - Gus
- Millionaires in Prison (1940) - Professor
- Pleased to Mitt You (1940) - Pat Patrick
- The Leather Pushers (1940) - Sailor McNeill
- The Bank Dick (1940) - Joe Guelpe, barman
- Give Us Wings (1940) - Buzz
- The Invisible Woman (1940) - Hammerhead Frankie
- Lucky Devils (1941) - Ladrão
- Six Lessons from Madame La Zonga (1941) - Gabby
- Buck Privates (1941) - Cozinheiro
- Meet the Chump (1941) - Stinky Fink
- Road Show (1941) - Moe Parker
- Mr. Dynamite (1941) - Abdullah
- The Flame of New Orleans (1941) - Garçom
- News of the Day Vol. 12 # 272 (1941) - Cliente
- Too Many Blondes (1941) - Ambrose Tripp
- In the Navy (1941) - Dizzy
- Tigh Shoes (1941) - Okay
- San Antonio Rose (1941) - Benny
- Hit the Road (1941) - Dingbat
- Hold That Ghost (1941) - Soda Jerk
- Hellzapoppin' (1941) - Louie
- Butch Minds the Baby (1942) - Squinty Sweeny
- The Strange Case of Doctor Rx (1942) - Det. Sgt. Sweeney
- Mississippi Gambler (1942) - Milton Davis, taxista
- Private Buckaroo (1942) - Sargento Muggsy Snavel
- Strictly in the Groove (1942) - Pops
- Pittsburgh (1942) - Shorty
- Arabian Nights (1942) - Sinbad
- How's About It? (1943) - Alf
- It Ain't Hay (1943) - Umbrella Sam
- Keep 'Em Slugging (1943) - Binky
- Crazy House (1943) - Mumbo
- Three of a Kind (1944) - Shemp Howard
- Pick a Peck of Plumbers (1944) - Elmer Peabody
- Moonlight and Cactus (1944) - Punchy Carter
- Strange Affair (1944) - Chofer
- Open Season for Saps (1944) - Woodcock Q. Strinker
- Crazy Knights (1944) - Shemp Howard
- Off Again, on Again (1945) - Namorado suicida
- Trouble Chasers (1945) - Shemp Howard
- Where the Pest Begins (1945) - Shemp Howard
- A Hit with a Miss (1945) - Rameses, boxeador
- The Gentleman Misbehaves (1946) - Marty
- Mr. Noisy (1946) - Noisy
- Jiggers, My Wife (1946) - Woodcock 'Woody' J. Strinker
- One Exciting Week (1946) - Marvin Lewis
- Dangerous Business (1946) - Monk
- Society Mugs (1946) - Shemp
- Blondie Knows Best (1946) - Jim Gray
- Bride and Gloom (1947) - Shemp
- Africa Screams (1949) - Gunner

## Livros recomendados
- Moe Howard and the Three Stooges; by Moe Howard, (Citadel Press, 1977).
- The Columbia Comedy Shorts; by Ted Okuda with Edward Watz, (McFarland, 1986).
- The Complete Three Stooges: The Official Filmography and Three Stooges Companion; by Jon Solomon, (Comedy III Productions, Inc., 2002).
- The Three Stooges Scrapbook; by Jeff Lenburg, Joan Howard Maurer, Greg Lenburg (Citadel Press, 1994).
- The Three Stooges: An Illustrated History, From Amalgamated Morons to American Icons; by Michael Fleming (Broadway Publishing, 1999).
- One Fine Stooge: A Frizzy Life in Pictures; by Steve Cox and Jim Terry, (Cumberland House Publishing, 2006).

## Ligações Externas
- Shemp Howard. no IMDb.
- Shemp Howard (em inglês) no Find a Grave [fonte confiável?]
- Shemp Company.com (em inglês)
- Shemp Howard.com (em inglês)
- Shemp Howard em Confessions of a Pop Culture Addict (em inglês)
- Biografia em Stooge World (em inglês)
- Shemp Howard at The Three Stooges online (em inglês)